# Xbox Game Studios Publishing
Xbox Game Studios Publishing es un estudio que produce y colabora al desarrollo de videojuegos con otras desarrolladoras externas especialmente con las Second party's y con Third party's recibiendo inversiones a base de presupuestos con el propósito de ser publicados en las plataformas de Microsoft como Xbox y Windows de forma exclusiva. Actualmente es una filial de Xbox Game Studios.

## Historia
La empresa fue fundada por Microsoft con el objetivo de colaborar y producir videojuegos con otras desarrolladoras de segunda y tercera, siendo publicadas exclusivamente en sus plataformas. Microsoft permite a las desarrolladoras de segunda o tercera crear nuevas propiedades intelectuales para la marca Xbox o tomar las antiguas IPs y franquicias de la corporación Microsoft.
Sin embargo raramente ayuda a otras desarrolladoras a publicar sus juegos sin adueñarse de sus IPs, como en el caso de Ryse: Son of Rome, Super Lucky´s Tale, Sunset Overdrive, Magic 2015 - Duels of the Planeswalker, PlayerUnknow’s BattleGrounds, los videojuegos de Disney, entre otros. Así como también en algunas ocasiones Microsoft realiza acuerdos con los estudios de segunda y tercera con juegos exclusivos temporales.

## Videojuegos
Los videojuegos desarrollados en la cuales colaboró el estudio son las siguientes:

### Xbox
| Año  | Título                                         | Desarrolladores                 | Plataforma |
| ---- | ---------------------------------------------- | ------------------------------- | ---------- |
| 2001 | Fuzion Frenzy                                  | Blitz Games                     | Xbox       |
| 2001 | Oddworld: Munch's Oddysee                      | Oddworld Inhabitants            | Xbox       |
| 2001 | Project Gotham Racing                          | Bizarre Creations               | Xbox       |
| 2001 | Azurik: Rise of Perathia                       | Adrenium Games                  | Xbox       |
| 2001 | NightCaster                                    | VR1 Entertainment               | Xbox       |
| 2001 | Blood Wake                                     | Stormfront Studios              | Xbox       |
| 2002 | RalliSport Challenge                           | Digital Illusions CE            | Xbox       |
| 2002 | Blinx: The Time Sweeper                        | Artoon                          | Xbox       |
| 2002 | Quantum Redshift                               | Curly Monsters                  | Xbox       |
| 2002 | Whacked!                                       | Presto Studios                  | Xbox       |
| 2002 | Shenmue II                                     | Sega AM2                        | Xbox       |
| 2002 | Kakuto Chojin: Back Alley Brutal               | Dream Publishing                | Xbox       |
| 2003 | Kung Fu Chaos                                  | Just Add Monsters               | Xbox       |
| 2003 | Tao Feng: Fist of the Lotus                    | Studio Gigante                  | Xbox       |
| 2003 | N.U.D.E.@: Natural Ultimate Digital Experiment | Red Entertainment/Rocket Studio | Xbox       |
| 2003 | Midtown Madness 3                              | Digital Illusions CE            | Xbox       |
| 2003 | Voodoo Vince                                   | Beep Industries                 | Xbox       |
| 2003 | Xbox Music Mixer                               | WildTangent Games               | Xbox       |
| 2003 | Maximum Chase                                  | Genki                           | Xbox       |
| 2003 | Project Gotham Racing 2                        | Bizarre Creations               | Xbox       |
| 2003 | Counter-Strike                                 | Valve/Ritual Entertainment      | Xbox       |
| 2004 | RalliSport Challenge 2                         | Digital Illusions CE            | Xbox       |
| 2004 | True Fantasy Live Online                       | Level-5                         | Xbox       |
| 2004 | Sudeki                                         | Climax Studios                  | Xbox       |
| 2004 | Fable                                          | Lionhead Studios                | Xbox       |
| 2004 | Out Run 2                                      | Sumo Digital                    | Xbox       |
| 2004 | Kingdom Under Fire: The Crusaders              | Phantagram                      | Xbox       |
| 2004 | Blinx 2: Masters of Time and Space             | Artoon                          | Xbox       |
| 2004 | Phantom Dust                                   | Microsoft Game Studios Japan    | Xbox       |
| 2005 | Jade Empire                                    | BioWare                         | Xbox       |
| 2005 | ThinkTanks                                     | BravetreeProductions            | Xbox       |
| 2005 | Double S.T.E.A.L: The Second Clash             | Bunkasha Games                  | Xbox       |
| 2005 | Kingdom Under Fire: Heroes                     | Blueside/Phantagram             | Xbox       |

### Xbox 360
| Año  | Título                                    | Desarrolladores            | Plataforma |
| ---- | ----------------------------------------- | -------------------------- | ---------- |
| 2005 | Project Gotham Racing 3                   | Bizarre Creations          | Xbox 360   |
| 2005 | Every Party                               | Game Republic              | Xbox 360   |
| 2006 | Ninety-Nine Nights                        | Q Entertainment            | Xbox 360   |
| 2006 | Gears of War                              | Epic Games                 | Xbox 360   |
| 2007 | Fuzion Frenzy 2                           | Hudson Soft                | Xbox 360   |
| 2007 | Crackdown                                 | Realtime Worlds            | Xbox 360   |
| 2007 | Tenchu Z                                  | K2 LLC                     | Xbox 360   |
| 2007 | Project Sylpheed                          | Game Arts/SETA Corporation | Xbox 360   |
| 2007 | Blue Dragon                               | Artoon/Mistwalker          | Xbox 360   |
| 2007 | Project Gotham Racing 4                   | Bizarre Creations          | Xbox 360   |
| 2007 | Viva Piñata: Party Animals                | Krome Studios              | Xbox 360   |
| 2007 | Scene It? Lights, Camera, Action          | WXP Games                  | Xbox 360   |
| 2007 | Kingdom Under Fire: Circle of Doom        | Blueside                   | Xbox 360   |
| 2007 | Mass Effect                               | BioWare                    | Xbox 360   |
| 2008 | Lost Odyssey                              | Mistwalker/feelplus        | Xbox 360   |
| 2008 | Too Human                                 | Silicon Knights            | Xbox 360   |
| 2008 | Scene It? Box Office Smash                | Krome Studios/Screenlife   | Xbox 360   |
| 2008 | Gears of War 2                            | Epic Games                 | Xbox 360   |
| 2009 | Ninja Blade                               | From Software              | Xbox 360   |
| 2009 | Shadow Complex                            | Epic Games                 | Xbox 360   |
| 2009 | Halo 3: ODST                              | Bungie                     | Xbox 360   |
| 2009 | Lips: Number One Hits                     | Inis Corporation           | Xbox 360   |
| 2009 | Lips: Deutsche Partyknaller               | Inis Corporation           | Xbox 360   |
| 2009 | Lips: Canta en Español                    | Inis Corporation           | Xbox 360   |
| 2010 | Lips: Party Classics                      | Inis Corporation           | Xbox 360   |
| 2010 | Game Room                                 | Krome Studios              | Xbox 360   |
| 2010 | Lips: I Love the 80s                      | Inis Corporation           | Xbox 360   |
| 2010 | Alan Wake                                 | Remedy Entertainment       | Xbox 360   |
| 2010 | Crackdown 2                               | Ruffian Games              | Xbox 360   |
| 2010 | Halo: Reach                               | Bungie                     | Xbox 360   |
| 2011 | Hole in the Wall The Video Game           | Ludia                      | Xbox 360   |
| 2011 | Gears of War 3                            | Epic Games                 | Xbox 360   |
| 2012 | South Park: Tenorman's Revenge            | Other Ocean Interactive    | Xbox 360   |
| 2012 | Alan Wake's American Nightmare            | Remedy Entertainment       | Xbox 360   |
| 2012 | Minecraft: Xbox 360 Edition               | Mojang                     | Xbox 360   |
| 2012 | Dungeon Fighter LIVE: Fall of Hendon Myre | Nexon Corporation          | Xbox 360   |
| 2012 | Fire Pro Wrestling                        | Spike Chunsoft             | Xbox 360   |
| 2012 | Intel Discovered                          | Wahoo Studios              | Xbox 360   |
| 2012 | Forza Horizon                             | Playground Games           | Xbox 360   |
| 2012 | Home Run Stars                            | Smoking Gun Interactive    | Xbox 360   |
| 2012 | Red Bull Crashed Ice Kinect               | Bong Fish                  | Xbox 360   |
| 2013 | Gears of War: Judgment                    | Epic Games/People Can Fly  | Xbox 360   |
| 2013 | Marlow Briggs and the Mask of Death       | ZootFly                    | Xbox 360   |
| 2013 | State of Decay                            | Undead Labs                | Xbox 360   |
| 2014 | Warface                                   | Crytek                     | Xbox 360   |

#### Xbox Live Arcade
| Año  | Título                                         | Desarrolladores                               | Plataforma       |
| ---- | ---------------------------------------------- | --------------------------------------------- | ---------------- |
| 2005 | Mutant Storm Reloaded                          | PomPom Games                                  | Xbox Live Arcade |
| 2005 | Hexic                                          | Carbonated Games                              | Xbox Live Arcade |
| 2006 | Uno                                            | Carbonated Games                              | Xbox Live Arcade |
| 2006 | Small Arms                                     | Gastronaut Studios                            | Xbox Live Arcade |
| 2007 | Aegis Wing                                     | Carbonated Games                              | Xbox Live Arcade |
| 2007 | Hexic 2                                        | Carbonated Games                              | Xbox Live Arcade |
| 2007 | Tetris Splash                                  | Tetris Online, Inc.                           | Xbox Live Arcade |
| 2008 | Rocky and Bullwinkle Xbox 360 game             | Zen Studios                                   | Xbox Live Arcade |
| 2008 | Yaris                                          | Castaway Entertainment/Backbone Entertainment | Xbox Live Arcade |
| 2009 | The Maw                                        | Twisted Pixel Games                           | Xbox Live Arcade |
| 2009 | Gerbil Physics                                 | Pencel Games                                  | Xbox Live Arcade |
| 2009 | Uno Rush                                       | Carbonated Games                              | Xbox Live Arcade |
| 2009 | The Dishwasher: Dead Samurai                   | Ska Studios                                   | Xbox Live Arcade |
| 2009 | Trials HD                                      | RedLynx                                       | Xbox Live Arcade |
| 2009 | Shadow Complex                                 | Chair Entertainment/Epic Games                | Xbox Live Arcade |
| 2009 | South Park Let's Go Tower Defense Play!        | Doublesix                                     | Xbox Live Arcade |
| 2010 | Toy Soldiers                                   | Signal Studios                                | Xbox Live Arcade |
| 2010 | Scrap Metal                                    | Slick Entertainment                           | Xbox Live Arcade |
| 2010 | Snoopy Flying Ace                              | Wildworks                                     | Xbox Live Arcade |
| 2010 | Monday Night Combat                            | Uber Entertainment                            | Xbox Live Arcade |
| 2010 | Hydrophobia                                    | Dark Energy Digital                           | Xbox Live Arcade |
| 2010 | Comic Jumper: The Adventures of Captain Smiley | Twisted Pixel Games                           | Xbox Live Arcade |
| 2010 | Pinball FX 2                                   | Zen Studios                                   | Xbox Live Arcade |
| 2010 | Doritos Crash Course                           | Wanako Games/Behaviour Interactive            | Xbox Live Arcade |
| 2011 | ilomilo                                        | Southend Interactive                          | Xbox Live Arcade |
| 2011 | Full House Poker                               | Krome Studios                                 | Xbox Live Arcade |
| 2011 | Islands of Wakfu                               | Ankama Play                                   | Xbox Live Arcade |
| 2011 | The Dishwasher: Vampire Smile                  | Ska Studios                                   | Xbox Live Arcade |
| 2011 | Iron Brigade                                   | Double Fine Productions                       | Xbox Live Arcade |
| 2011 | Insanely Twisted Shadow Planet                 | Shadow Planet Productions                     | Xbox Live Arcade |
| 2011 | Toy Soldiers: Cold War                         | Signal Studios                                | Xbox Live Arcade |
| 2011 | Crimson Alliance                               | Certain Affinity                              | Xbox Live Arcade |
| 2012 | Double Fine Happy Action Theater               | Double Fine Productions                       | Xbox Live Arcade |
| 2012 | Sine Mora                                      | Digital Reality/Grasshopper Manufacture       | Xbox Live Arcade |
| 2012 | The Splatters                                  | SpikySnail Games                              | Xbox Live Arcade |
| 2012 | Trials Evolution                               | RedLynx                                       | Xbox Live Arcade |
| 2012 | Bloodforge                                     | Climax Studios                                | Xbox Live Arcade |
| 2012 | Spelunky                                       | Mossmouth                                     | Xbox Live Arcade |
| 2012 | Deadlight                                      | Tequila Works                                 | Xbox Live Arcade |
| 2012 | Dust: An Elysian Tail                          | Humble Hearts                                 | Xbox Live Arcade |
| 2012 | Mark of the Ninja                              | Klei Entertainment                            | Xbox Live Arcade |
| 2012 | Joe Danger 2: The Movie                        | Hello Games                                   | Xbox Live Arcade |
| 2013 | BattleBlock Theater                            | The Behemoth                                  | Xbox Live Arcade |
| 2013 | Motocross Madness                              | Bongfish                                      | Xbox Live Arcade |
| 2013 | Doritos Crash Course 2                         | Behaviour Interactive                         | Xbox Live Arcade |
| 2013 | Charlie Murder                                 | Ska Studios                                   | Xbox Live Arcade |
| 2013 | Ascend: Hand of Kul                            | Signal Studios                                | Xbox Live Arcade |

### Xbox One
| Año  | Título                                    | Desarrolladores                      | Plataforma                                    |
| ---- | ----------------------------------------- | ------------------------------------ | --------------------------------------------- |
| 2013 | Killer Instinct Arcade (port)             | Code Mystics                         | Xbox One                                      |
| 2013 | Dead Rising 3                             | Capcom Vancouver                     | Xbox One                                      |
| 2013 | Powerstar Golf                            | Zoë Mode                             | Xbox One                                      |
| 2013 | Ryse: Son of Rome                         | Crytek                               | Xbox One, Windows 10                          |
| 2013 | Zoo Tycoon                                | Frontier Developments                | Xbox One                                      |
| 2014 | Dance Central Spotlight                   | Harmonix Music Systems               | Xbox One                                      |
| 2014 | Crimson Dragon                            | Grounding Inc.                       | Xbox One                                      |
| 2014 | D4: Dark Dreams Don´t Die                 | Access Games                         | Xbox One                                      |
| 2014 | Killer Instinct 2 Arcade (port)           | Code Mystics                         | Xbox One                                      |
| 2014 | Forza Horizon 2                           | Playground Games                     | Xbox One, Xbox 360                            |
| 2014 | Titanfall                                 | Respawn Entertainment                | Xbox One, Xbox 360, Windows 10                |
| 2014 | Sunset Overdrive                          | Insomniac Games                      | Xbox One, Windows 10, Steam                   |
| 2014 | Magic 2015 - Duels of the Planeswalker    | Stainless Games/Wizards of the Coast | Xbox One                                      |
| 2015 | ScreamRide                                | Frontier Developments                | Xbox One                                      |
| 2015 | Ori and the Blind Forest                  | Moon Studios                         | Xbox One, Windows 10, Steam                   |
| 2015 | Forza Horizon 2 Presents Fast and Furious | Playground Games                     | Xbox One, Xbox 360                            |
| 2015 | State of Decay: Year-One Survival Edition | Undead Labs                          | Xbox One, Windows 10, Steam                   |
| 2015 | Rise of the Tomb Raider                   | Crystal Dynamics                     | Xbox One                                      |
| 2016 | Quantum Break                             | Remedy Entertainment                 | Xbox One, Windows 10, Steam                   |
| 2016 | ReCore                                    | Comcept/Armature Studio/Asobo Studio | Xbox One, Windows 10, Steam                   |
| 2016 | Forza Horizon 3                           | Playground Games                     | Xbox One, Windows 10                          |
| 2016 | Dead Rising 4                             | Capcom Vancouver                     | Xbox One                                      |
| 2017 | Phantom Dust: Remastered                  | Code Mystics                         | Xbox One, Windows 10                          |
| 2017 | Disneyland Adventures                     | Asobo Studio                         | Xbox One, Windows 10                          |
| 2017 | Rush: A Disney-Pixar Adventures           | Asobo Studio                         | Xbox One, Windows 10                          |
| 2017 | Zoo Tycoon: Ultimate Animal Edition       | Asobo Studio                         | Xbox One, Windows 10, Steam                   |
| 2017 | Super Lucky's Tale                        | Playful Corp.                        | Xbox One, Windows 10, Steam                   |
| 2018 | PlayerUnknow's BattleGrounds              | Bluehole                             | Xbox One                                      |
| 2019 | Crackdown 3                               | Sumo Digital                         | Xbox One, Windows 10                          |
| 2020 | Ori and the Will of the Wisps             | Moon Studios                         | Xbox One, Windows 10, Steam                   |
| 2020 | Gears Tactics                             | Splash Damage                        | Xbox One, Windows 10, Steam                   |
| 2020 | Microsoft Flight Simulator                | Asobo Studio                         | Xbox One, Windows 10, Steam                   |
| 2020 | Tell Me Why                               | Dontnod Entertainment                | Xbox One, Xbox Series X\|S, Windows 10, Steam |
| 2021 | Space Jam: A New Legacy - The Game        | Digital Eclipse                      | Xbox One, Xbox Series X\|S                    |

### Xbox Series X|S
| Año  | Título                          | Desarrolladores                       | Plataforma                                         |
| ---- | ------------------------------- | ------------------------------------- | -------------------------------------------------- |
| 2022 | As Dusk Falls                   | Interior Night                        | Xbox Series X\|S, Microsoft Windows, PlayStation 5 |
| 2024 | Ara: History Untold             | Oxide Games                           | Microsoft Windows                                  |
| 2024 | Microsoft Flight Simulator 2024 | Asobo Studio                          | Xbox Series X/S, Microsoft Windows                 |
| 2025 | Towerborne                      | Stoic Studios                         | Xbox Series X/S, Microsoft Windows                 |
| 2025 | Ninja Gaiden 4                  | Koei Tecmo, Team Ninja, PlatinumGames | Xbox Series X/S, Microsoft Windows, PlayStation 5  |
| TBA  | OD                              | Kojima Productions                    | TBA                                                |